# فرانك رايت (مؤرخ)
فرانك رايت (بالإنجليزية: Frank Wright)‏ هو مؤرخ أمريكي، ولد في 1938، وتوفي في 2003.